# Simulium pseudoexiguum
Simulium pseudoexiguum es una especie de insecto del género Simulium, familia Simuliidae, orden Diptera.
Fue descrita científicamente por Mello & Barbosa de Almeida, 1974.